# Ventaquemada
Ventaquemada – miasto w Kolumbii, w departamencie Boyacá.